# Sarracenia leucophylla
Sarracenia leucophylla is een vleesetende bekerplant uit de familie Sarraceniaceae.

## Verspreiding
Zoals elk lid van het geslacht Sarracenia is de plant endemisch in Noord-Amerika. De soort komt voor in het zuidoosten van de Verenigde Staten, in vochtige, voedselarme moerasdensavannes. De grootste concentratie bevindt zich langs de kust in de Florida Panhandle ten westen van de Apalachicola. Ook is de plant aangetroffen in de staten Alabama, Georgia, Louisiana, Mississippi en North Carolina.

## Beschrijving
Sarracenia leucophylla produceert naar beneden gebogen bruinrode bloemen en bundels van rechtopstaande smalle vangbekers. Elke beker is aan de bovenzijde wit gekleurd met een netwerk van roodpaarse aders. Het operculum (deksel) is rond en heeft een golvende rand. De hoogte van de beker varieert per locatie, van 30 tot ruim 100 centimeter.
De opvallend gekleurde bekeropening en de nectar aan de binnenzijde trekken insecten en andere kleine dieren aan. Wanneer deze in de bekervloeistof glijden, worden ze verteerd door enzymen en bacteriën.

## Bedreiging
Sarracenia leucophylla wordt bedreigd door verlies van habitat. Als een van de grootste kamerplanten in Noord-Amerika worden planten ook veel geplukt voor de handel. De soort is geklasseerd als 'kwetsbaar' (VU of Vulnerable) op de Rode Lijst van de IUCN.